# Персей

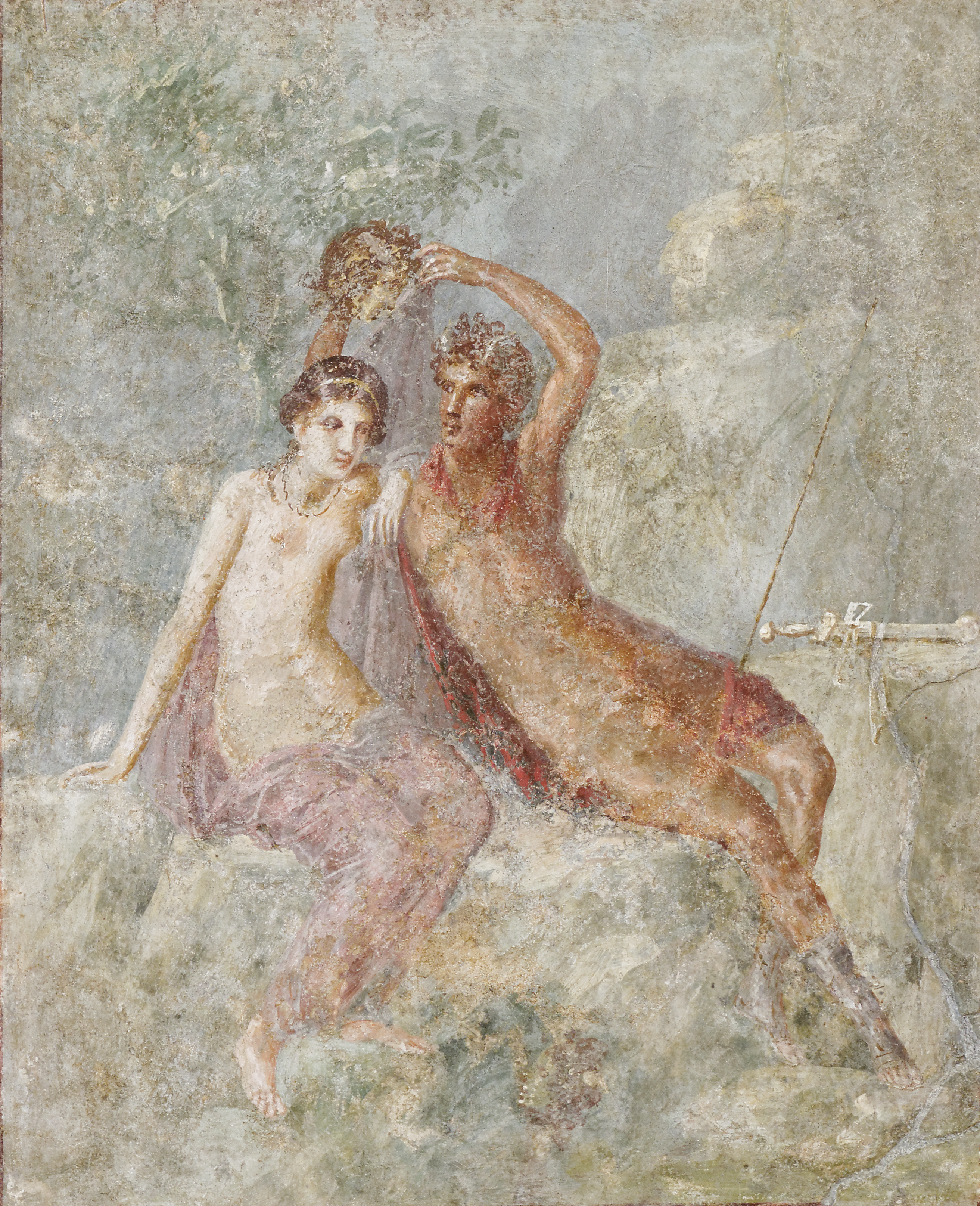
Персей и Андромеда, фреска из Помпей, I век н. э.

Персе́й (др.-греч. Περσεύς) — герой древнегреческой мифологии из аргосского цикла, сын Данаи и Зевса, предок Геракла. Родился в медном тереме, куда его дед Акрисий, царь Аргоса, заточил Данаю из-за пророчества о смерти от руки будущего внука. Зевс просочился в темницу в облике золотого дождя, после чего царевна родила сына. Ребёнка и его мать бросили в море в ящике, который прибило к берегу острова Сериф. На этом острове Персей и вырос — либо в семье Диктиса, либо в храме Афины.
Возмужав, герой получил от местного правителя Полидекта поручение принести голову Медузы Горгоны — чудовища, от взгляда на которое люди превращались в камень. Он совершил далёкое путешествие и благодаря помощи Афины, Гермеса и Гефеста победил Медузу. На обратном пути Персей спас от морского чудовища царевну Андромеду, которую взял в жёны. На Серифе он показал Полидекту голову Медузы, отчего тот окаменел. Сделав Диктиса царём, Персей вернулся в Арголиду; он случайно убил Акрисия, попав в него диском во время состязаний, обменялся владениями с родичем Мегапенфом и воцарился в Тиринфе. Позже герой основал или укрепил город Микены.
У Персея было многочисленное потомство, к которому принадлежали величайший герой греческой мифологии Геракл, а также Амфитрион, Тиндарей, Афаретиды, Пенелопа и другие герои; его считали прародителем персидского народа. Мифы о Персее стали одним из самых популярных источников сюжетного материала для античного изобразительного искусства. Персей фигурировал в ряде пьес афинских трагиков (их тексты утрачены), в живописи и скульптуре Ренессанса и Нового времени часто использовались сюжеты, связанные с убийством Медузы Горгоны и со спасением Андромеды. Эти сюжеты разрабатывали Бенвенуто Челлини, Тициан, Питер Пауль Рубенс, Антонио Канова и другие выдающиеся художники и скульпторы. Миф об Андромеде, спасенной Персеем, не только популярен в европейском оперном искусстве, но и вдохновил многих художников.
Исследователи видят в Персее образец героя, побеждающего чудовищ и утверждающего власть над миром молодых богов. В мифах о нём заметны сказочные мотивы.

## Мифы

### Происхождение и ранние годы

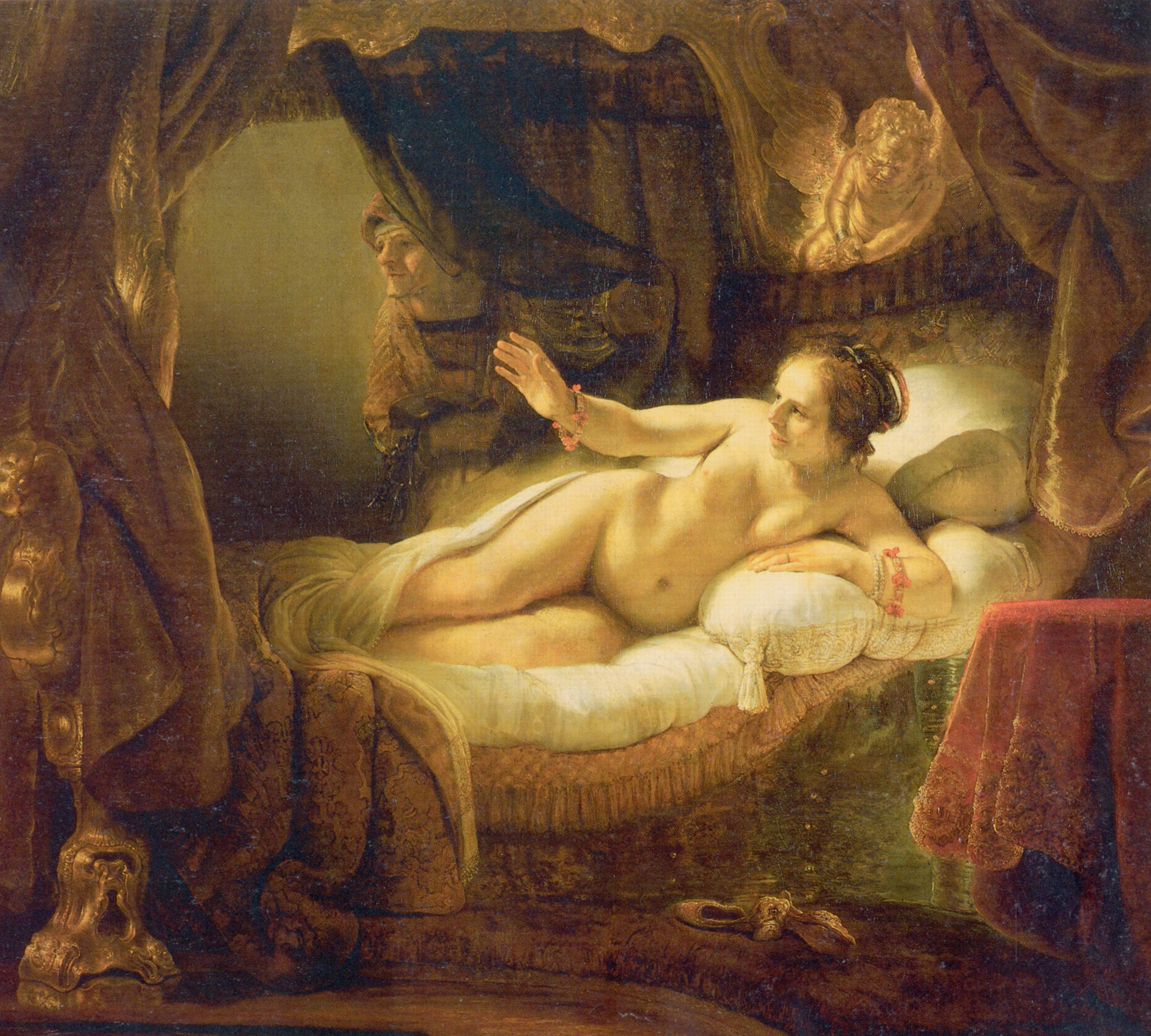
Даная. Рембрандт. Эрмитаж.

Античные авторы называют Персея сыном Данаи, аргосской царевны, происходившей от Эпафа — легендарного царя Египта, сына Зевса и Ио. Она была правнучкой египтиада Линкея и данаиды Гипермнестры. Отец Данаи Акрисий, сын Абанта и правнук по матери аркадского героя Ликаона, правил Арголидой совместно со своим братом-близнецом Претом: первый царствовал в Аргосе, второй — в Тиринфе.
Матерью Данаи была Эвридика, дочь Лакедемона  (по другой версии мифа — Аганиппа). Псевдо-Гигин упоминает ещё одну дочь Акрисия, Эварету, жену царя Писы в Элиде Эномая и мать Гипподамии (супруги Пелопа).
Акрисий обратился к оракулу с вопросом о том, родится ли у него наследник мужского пола, и получил ответ: его жене не суждено родить мальчика, но у Данаи будет сын, который убьёт своего деда. Тогда царь приказал построить под землёй в ограде своего дворца медный терем и заточил там свою дочь, чтобы она не могла забеременеть. Согласно самой распространённой версии мифа, верховный бог Зевс полюбил пленницу, превратился в золотой дождь и просочился в темницу. «Даная приняла этот дождь в своё лоно, — пишет схолиаст Аполлония Родосского, — и Зевс, вернув себе свой облик, сошёлся с ней» . После этого царевна родила сына, получившего имя Персей. По альтернативной версии, отцом ребёнка стал Прет, соблазнивший племянницу и ставший после этого врагом Акрисия.
Некоторое время Данае удавалось скрывать от отца рождение ребёнка. Акрисий узнал обо всём случайно, когда услышал однажды голос мальчика, игравшего со сверстниками (Персею тогда было три или четыре года). Царь приказал казнить кормилицу, помогавшую Данае, а дочь отвёл к алтарю Зевса Оградного и там спросил, кто отец ребёнка. Даная ответила, что родила от Зевса; Акрисий ей не поверил и приказал поместить дочь и внука в ящик, который затем бросили в море. Благодаря помощи Зевса и Посейдона ящик достиг берегов острова Сериф в архипелаге Киклады, где его выловил Диктис — или простой рыбак, или брат местного царя Полидекта. По одной из версий мифа, Диктис и воспитал Персея. По другой версии, ребёнка привели к царю, а тот отдал его на воспитание в храм Афины.
Мавр Сервий Гонорат в комментариях к «Энеиде» Вергилия утверждает, что морские течения вынесли ящик на берег Италии и что Даная стала женой местного царя Пилумна.

### Убийство Медузы Горгоны

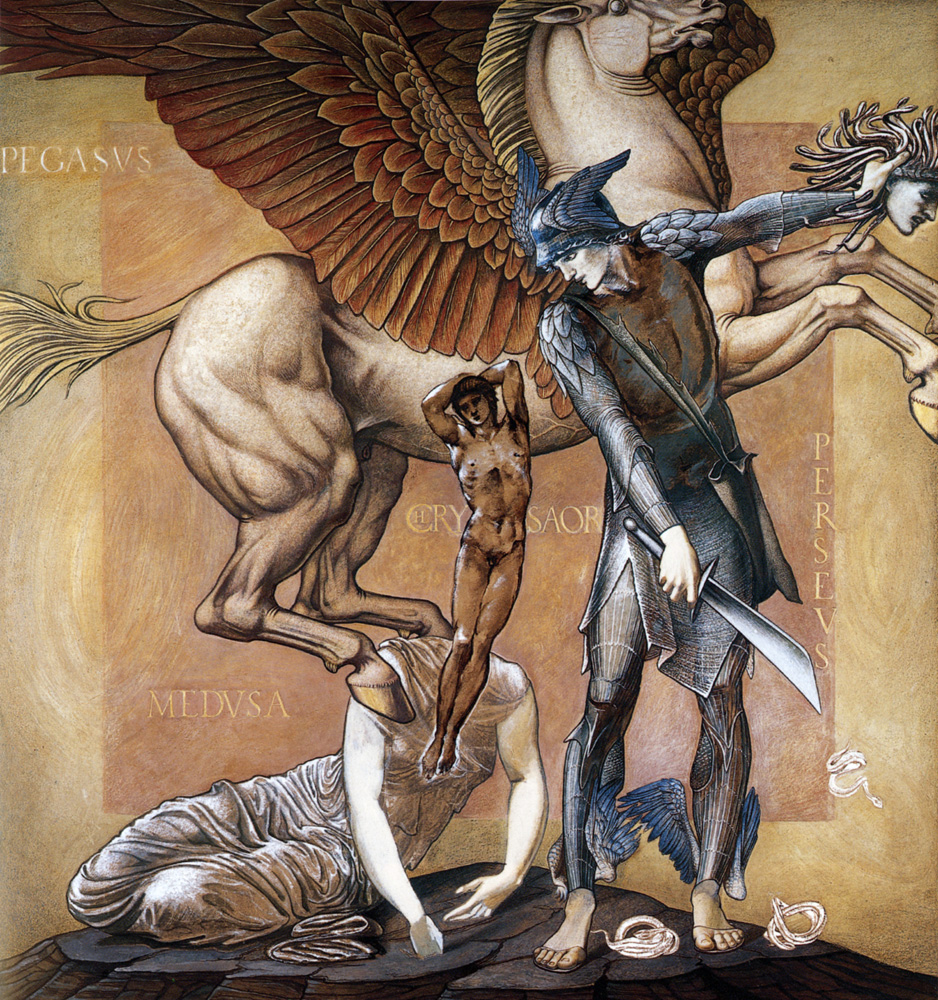
Смерть Медузы. Картина Эдварда Бёрн-Джонса, 1882.

По наиболее распространённой версии мифа, Персей вырос на Серифе. Полидект влюбился в Данаю и, опасаясь противодействия возмужавшего к тому времени Персея, решил дать герою смертельно опасное задание. Созвав близких людей, включая сына Данаи, царь объявил, что нуждается в помощи, так как решил свататься к дочери Эномая (этот герой, правивший в Писе, требовал от женихов состязаться с ним в гонке на колесницах, догонял их и убивал копьём в спину). Все приближённые Полидекта предложили ему своих коней. Персей же сказал, что достанет для царя не только лошадей, но и голову Медузы Горгоны — чудовища со змеями вместо волос, жившего на краю Ойкумены, при взгляде на которое всё живое превращалось в камень. Полидект поймал героя на слове и отправил добывать обещанное.

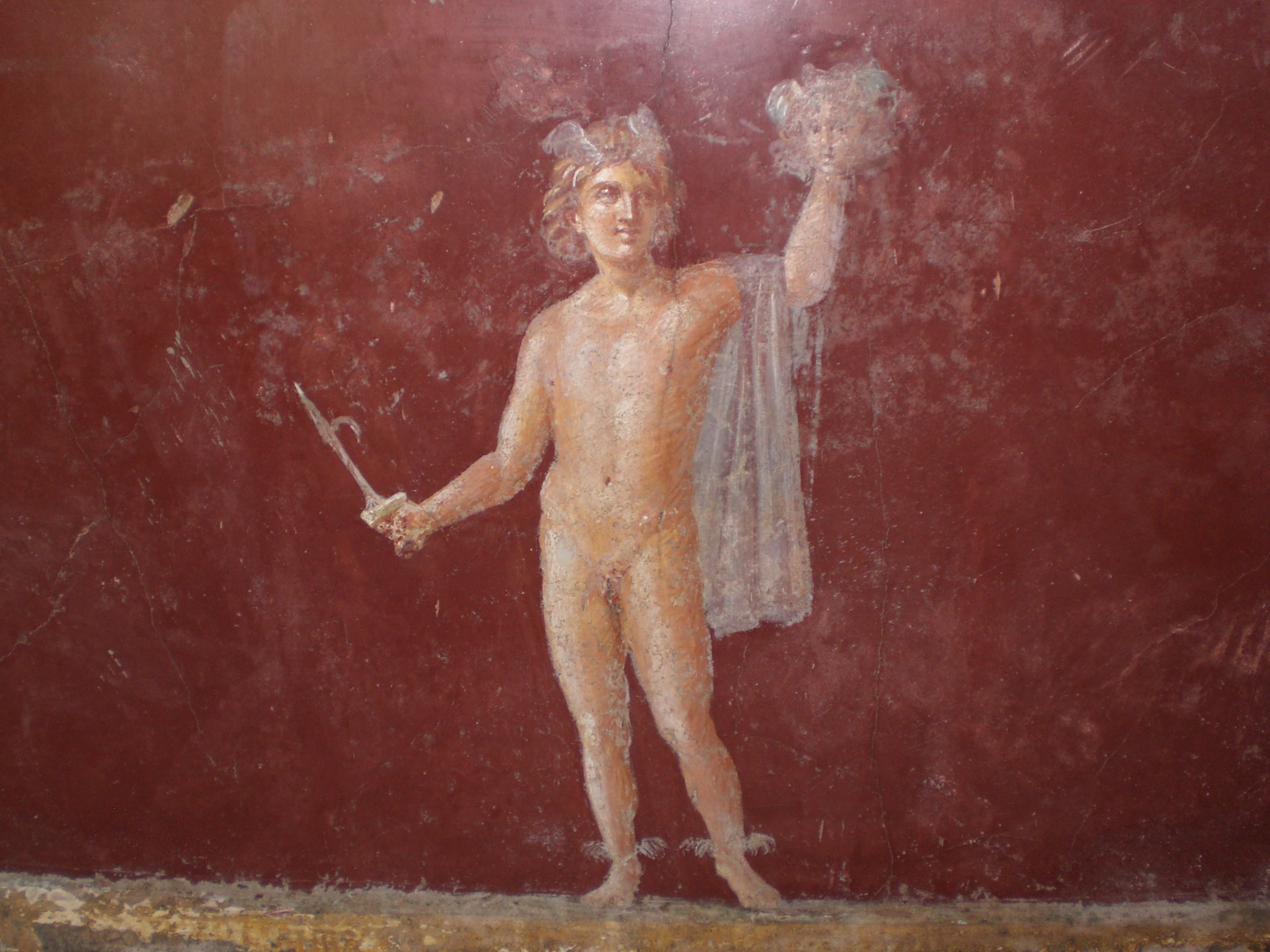
Персей с головой Медузы Горгоны. Фреска с виллы Сан-Марко в Стабиях, I век до н. э.

На помощь Персею пришли боги Гермес, Афина и Гефест . Они подарили герою оружие и снаряжение, причём античные авторы по-разному излагают детали. Согласно Гигину, Гермес вручил Персею крылатые сандалии, сумку и шлем-невидимку (всё то, что по другим данным он выманил у грай), а Гефест — алмазный серп. Лукан тоже называет сандалии с крыльями даром Гермеса и пишет о зеркальном щите, подаренном Афиной. По версии Псевдо-Аполлодора, Персей получил от Гермеса кривой стальной меч, по версии Эратосфена — меч и плащ, Эсхил сообщает о мече, подаренном Гефестом. Кроме того, боги помогли герою своими советами о том, как ему подготовиться к схватке с Медузой.
Согласно Пиндару, в начале своего путешествия герой посетил страну Гиперборею, где принял участие в гекатомбе (торжественном жертвоприношении) ослов Аполлону. Перед тем, как сразиться с Медузой Горгоной, Персей отправился на крайний запад к трём старухам грайям. Он украл у старух единственный на троих глаз и единственный зуб, так что те были вынуждены выполнить его требования. Грайи показали герою дорогу к нимфам, обладавшим тремя волшебными вещами — крылатыми сандалиями, заплечной сумкой, которая увеличивалась или уменьшалась в размерах в зависимости от объёма вещи, которую в неё положили, и шапкой-невидимкой. Палефат пишет, что от грай Персей узнал и путь к горгонам (Медузе и её сёстрам, Сфено и Эвриале). Согласно альтернативной версии, изложенной у Гигина и Эратосфена, граи были стражницами горгон, и Персей забросил их глаз в Тритоново болото, чтобы приблизиться к Медузе.
Нимфы отдали Персею сандалии, сумку и шапку-невидимку. После этого герой полетел к горгонам, которые жили, по разным данным, на берегу Океана, за Океаном, в Эфиопии или в Ливии. Он застал горгон спящими и приблизился к Медузе, единственной смертной из трёх сестёр, глядя на её отражение в отполированном до зеркального блеска щите или в зеркале (по альтернативной версии, Персей просто отвернулся). Руку героя в этот момент направляла Афина. Персей отсёк горгоне голову, спрятал её в волшебную сумку и обратился в бегство. Разбуженные Эвриала и Сфено не увидели его из-за шапки-невидимки и не смогли догнать.
Из разрубленной шеи Медузы появились крылатый конь Пегас и воин Хрисаор. Из головы чудовища, пока Персей нёс её над Ливией, упало несколько капель чёрной крови, из которых родились змеи. Укус одной из этих змей стал впоследствии причиной смерти аргонавта Мопса.

### Встреча с Атлантом

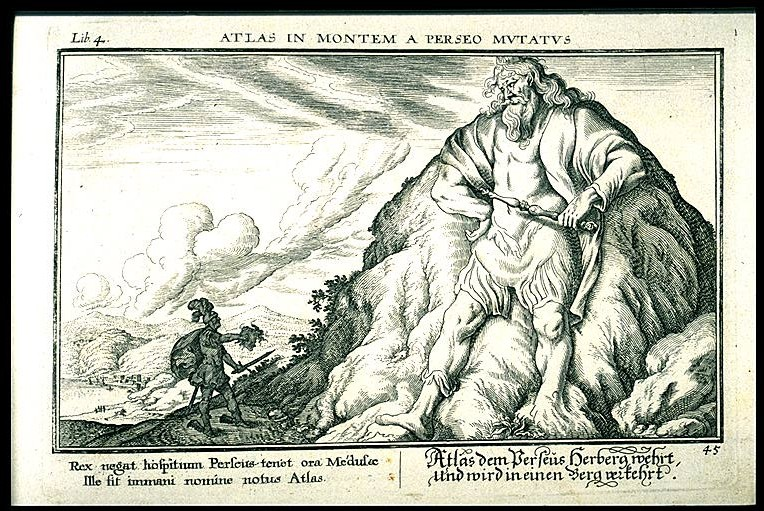
Гравюра Иоганна Вильгельма Баура на которой изображены Персей и Атлант.

Овидий в своих «Метаморфозах» излагает версию мифа, которая не встречается в более ранних источниках. По этим данным, после победы над Медузой Персей попал в царство титана Атланта, находившееся на западном краю земли. В этом царстве росла роща деревьев с золотыми ветвями и плодами. Получив предсказание о том, что эта роща будет однажды ограблена сыном Зевса, Атлант обнёс её стеной, поставил сторожем дракона и запретил чужеземцам посещать свои владения.
Персей прибыл к Атланту, не планируя никакой кражи, — он просил только гостеприимства и возможности отдохнуть. Титан, однако, помня о пророчестве, с угрозами потребовал ухода незваного гостя. Персей, видя, что значительно уступает Атланту в силе, показал ему голову Медузы Горгоны, и тот окаменел: волосы с бородой превратились в леса, плечи и руки в горный хребет Атласских гор, а голова стала горной вершиной, на которой «с бездной созвездий своих… упокоилось небо».

### Персей и Андромеда

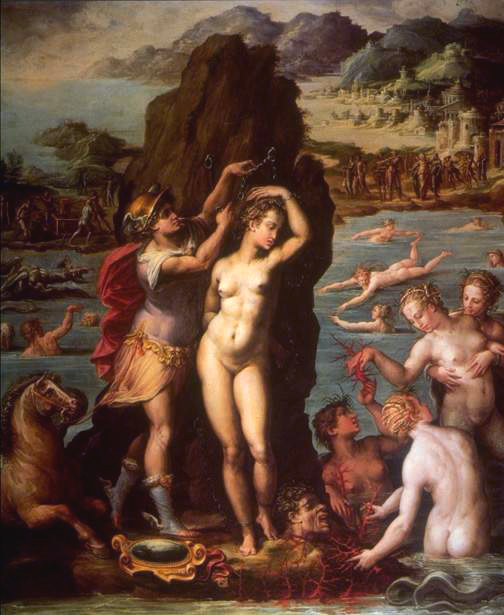
Джорджо Вазари, Персей и Андромеда, 1570, Флоренция.

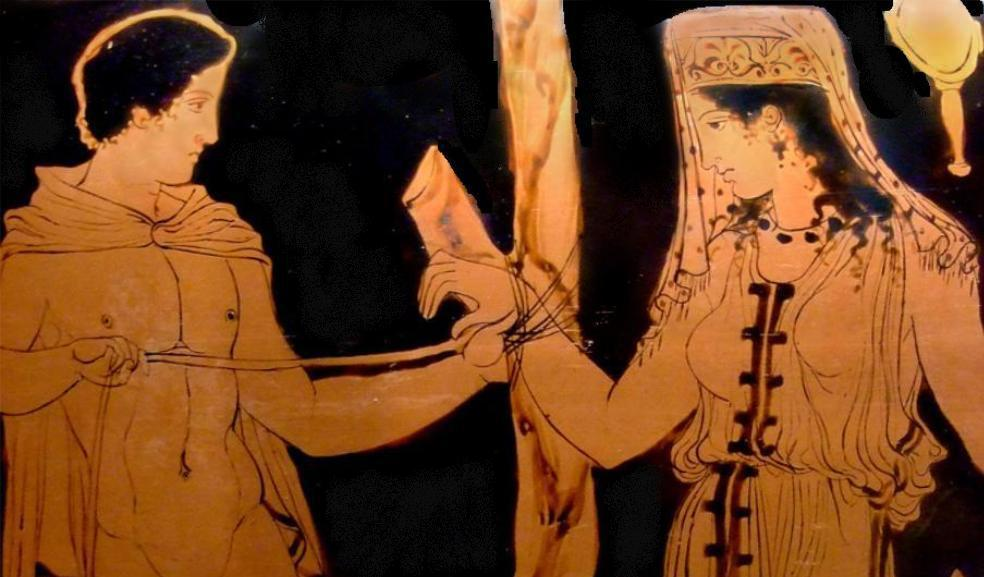
Персей и Андромеда. Краснофигурная роспись кратера. Апулия, IV век до н. э.

Согласно классической версии мифа, после убийства Медузы Персей оказался в Эфиопии (альтернативный вариант — область города Яффа в Юго-Восточном Средиземноморье) . Там он увидел прикованную к утёсу прекрасную девушку — Андромеду, дочь местного царя Кефея. Мать девушки Кассиопея разгневала нереид похвалами собственной красоте, и Посейдон из-за этого наслал на царство Кефея наводнение и морское чудовище. Прорицатели от имени Амона объявили, что бедствия закончатся, только когда Андромеду отдадут чудовищу на съедение; Кефею пришлось подчиниться.
Персей влюбился в Андромеду с первого взгляда и пообещал Кефею убить морское чудовище при условии, что тот выдаст за него дочь. Когда царь принёс клятву, герой дождался выхода чудовища на берег и либо убил его в схватке, либо показал ему голову Медузы. Андромеда была освобождена. Жених принцессы Финей составил заговор, желая вернуть себе невесту, но Персей узнал об этом и достал из сумки голову Медузы, так что заговорщики превратились в камень. В альтернативной версии мифа окаменели Агенор (другой претендент на руку Андромеды) и поддержавший его Кефей.
После этих событий Персей взял Андромеду в жёны и отправился с ней на Сериф к матери.

### Возвращение
В отсутствие Персея Полидект начал притеснять Диктиса и Данаю. Согласно Пиндару, он даже заставил Данаю стать его любовницей (в одной из «Пифийских од» упоминается «насильное ложе матери» героя). По данным Псевдо-Аполлодора, в тот момент, когда Персей вернулся на Сериф, Даная и Диктис просили защиты от преследований у алтарей богов. Персей немедленно восстановил справедливость: он пришёл либо на народное собрание, созванное Полидектом по его просьбе, либо на пир в царский дворец, либо на встречу Полидекта с друзьями, и показал всем собравшимся голову Медузы, так что они превратились в статуи. Страбон утверждает, что окаменели все жители Серифа; Псевдо-Гигин и Сервий, напротив, пишут о превращении в статую только Полидекта.
Персей вернул крылатые сандалии, сумку и шапку-невидимку Гермесу или нимфам, а голову Медузы передал Афине; та поместила голову на свой щит. Герой сделал царём Серифа Диктиса, а сам отправился вместе с матерью в Аргос, к деду. Однако Акрисий, помня о предсказании, бежал из города в Фессалию. Персей последовал за ним. По одной из версий мифа, в городе Лариса герой встретился с дедом и уговорил его вернуться домой, но перед отъездом принял участие в играх, устроенных в память об отце местного царя Тевтамида. Во время состязаний по пятиборью Персей метнул диск, а тот по воле ветра или богов отклонился от своего пути и попал в ногу Акрисию, находившемуся среди зрителей. Царь Аргоса умер на месте.
Псевдо-Гигин приводит совершенно другую версию мифа. По его данным, Полидект женился на Данае, а Акрисий отправился на Сериф, чтобы забрать дочь и внука (перед этим Персей поклялся ни при каких обстоятельствах не убивать деда). Пока царь Аргоса находился на острове, Полидект умер; во время погребальных игр Персей метнул диск, который случайно попал в голову Акрисию и убил его. Псевдо-Гигин подчёркивает, что это несчастье «случилось по воле богов».
Похоронив Акрисия, Персей вернулся в Арголиду. Не желая «стать царём страны, которой правил скончавшийся по его вине человек», он договорился об обмене владениями со своим двоюродным дядей Мегапенфом, сыном Прета. С этого момента Персей царствовал в Тиринфе, а Мегапенф — в Аргосе.

### Правление и гибель
В качестве царя Тиринфа Персей, по данным Псевдо-Аполлодора, укрепил Мидею и Микены. Павсаний называет этого героя основателем Микен, Иоанн Цец — основателем обоих городов. Название Микен, сыгравших важную роль в мифологии и истории Эллады, античные авторы связывали с созвучными древнегреческими словами «меч» и «гриб» (μύκης). Павсаний пишет, что Персей однажды во время поездки потерял рукоятку или лезвие меча, либо увидел огромный гриб и, мучимый жаждой, напился вытекавшей из него водой, в честь чего и дал этому месту название Микены.
Ещё один важный сюжет, связанный с Персеем, — противостояние этого героя богу виноделия Дионису. Согласно поэту Динарху, Персей победил Диониса и убил его в сражении. По данным Павсания, царь разбил сторонников Диониса, напавших на Аргос, но о гибели бога в этой версии мифа не сообщается.
О смерти Персея рассказывают Псевдо-Гигин и Овидий. По их словам, герой, вернувшись в Элладу из земель эфиопов, первым делом побывал в Аргосе, захваченном тогда Претом, и превратил захватчика в камень, показав ему голову Медузы Горгоны. Сын Прета Мегапенф впоследствии убил Персея, отомстив таким образом за отца.

### Потомство
От Андромеды у Персея родились шесть сыновей и одна дочь. Самым старшим был Перс, который появился на свет, по одной из версий, ещё до возвращения отца в Элладу. Мальчика оставили его деду Кефею, и от него произошёл народ персов.
Позже Андромеда родила Алкея, Сфенела, Элея, Местора, Электриона и дочь Горгофону. Электрион, Сфенел и сын последнего Еврисфей царствовали в Микенах, а потом царская власть перешла к их родственникам Пелопидам (Алкей, Сфенел и Местор были женаты на дочерях Пелопа).
К потомству Персея принадлежит ряд важных мифологических персонажей. Дочь героя Горгофона стала женой Периера и Эбала, матерью Левкиппа, Афарея (отца Идаса и Линкея), Тиндарея (отца Клитемнестры, земного отца Прекрасной Елены и Диоскуров), Икария (отца Пенелопы). Сыном Алкея Персеида был Амфитрион — могучий герой, земной отец Геракла. Жена Амфитриона Алкмена была дочерью Электриона Персеида и приходилась мужу двоюродной сестрой, так что Геракл и по крови происходил от Персея. Позднеантичные авторы придавали этому большое значение: по их словам, верховный бог последовательно шёл к зачатию величайшего героя, вступив в брак сначала с Ио (матерью Эпафа), а потом с Данаей.

### Поздние версии мифа
С определённого момента античные авторы начали давать мифу о Персее рационалистические толкования. Например, Дионисий Скитобрахион пишет, что горгоны — это воинственный народ в Ливии, который возглавляла царица Медуза, и что Персей покорил этот народ в ходе войны. Согласно Конону, Андромеду похитил претендент на её руку, пытавшийся уплыть на корабле под названием «Чудовище», но настигнутый Персеем; герои мифа, по словам этого автора, становились неподвижными из страха, то есть превращение в камень — всего лишь метафора.
Получила развитие тема связи Персея с восточными странами. Геродот утверждает, что этот герой «был ассирийцем и стал эллином» и не имел никакого отношения к роду Акрисия. По другим версиям, Персей бежал из Эллады в Ассирию после поражения от Диониса с флотом в 100 кораблей и нашёл убежище у местного царя Белима (Фрасилл Мендесский) либо совершил путешествие из Аргоса в страну эфиопов (Кефению), чтобы жениться на Андромеде, а оттуда отправился в будущую Персиду (Диний Аргосский).
Иоанн Антиохийский рассказывает, что Персей после убийства Медузы Горгоны завоевал деревню Амандра в Малой Азии, которую сделал городом и назвал Иконий. Позже герой завоевал Исаврию и Киликию, основал город Тарс, подчинил себе мидийцев и назвал их страну Персида. В сражении с эфиопами он показал их царю Кефею голову Медузы, но Кефей к тому времени ослеп из-за преклонного возраста, а потому не окаменел; Персей решил, что голова потеряла свою силу, посмотрел на неё и превратился в статую.
Николай Дамасский называет сыном Персея Ахемена, основателя персидской царской династии Ахеменидов, и уточняет, что своим именем Ахемен был обязан ахейскому происхождению отца. Персеидами называет персидских царей и Платон устами Сократа

## В культуре

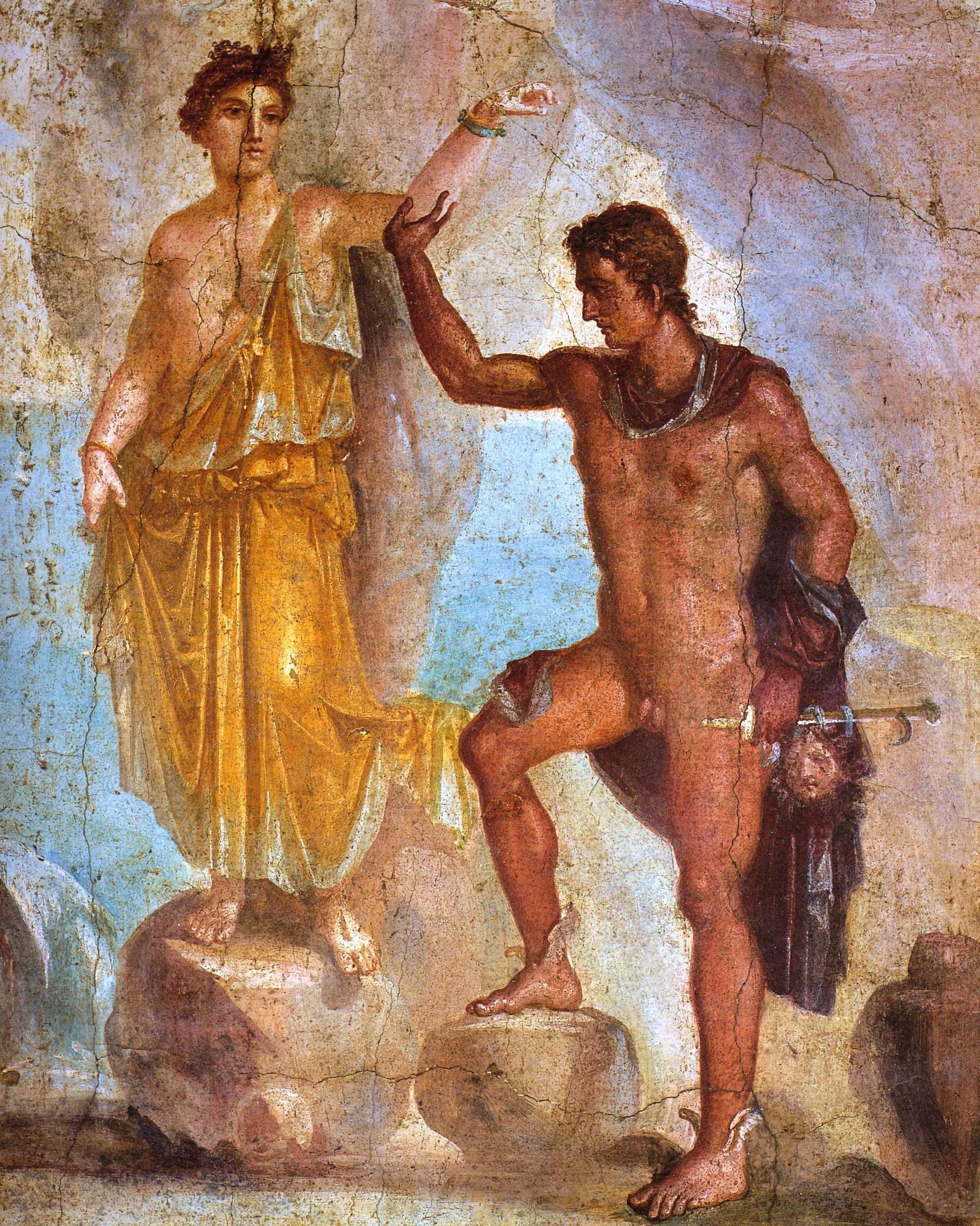
«Персей и Андромеда». Фреска из Помпей, I век н. э. Национальный археологический музей Неаполя.

### Памятные места
В историческую эпоху ряд мест в Элладе связывали с памятью о Персее. В первую очередь это касается Арголиды и, в частности, города Микены, основателем и защитником которого считался герой. На пути из Микен в Аргос прямо у дороги находилось святилище Персея, в котором ещё во II веке н. э., во времена Павсания, приносились жертвы. Из-под земли в Микенах бил источник, который назывался Персея; в том же городе росло священное фруктовое дерево, посаженное, согласно Феофрасту, убийцей Медузы Горгоны.
Эллины считали, что на горе Апесант у города Немея Персей впервые принёс жертву Зевсу Апесантию. Согласно Стацию, с этой горы герой на глазах у матери взлетел к облакам, отправляясь за головой Медузы. В расположенное неподалёку Лернейское озеро Персей, согласно одному из источников, зашвырнул Диониса.
Культ героя существовал в историческую эпоху и на Серифе. Скалистость этого острова объясняли тем, что Персей показал голову Медузы всем серифцам, так что каждый из них превратился в утёс. Клавдий Элиан пишет, что серифские лягушки не квакают из-за Персея: когда последний вернулся на остров после победы над Медузой, он лёг спать на берегу озера, но кваканье мешало ему уснуть, и Зевс по просьбе сына «осудил тамошних лягушек на вечное молчание». Тот же автор сообщает, что серифцы окружили особым почитанием морских цикад, считая их любимицами Персея.
В Афинах существовали священный участок Персея и жертвенник спасителей героя — Диктиса и океаниды Климены. Существует гипотеза о том, что Персей стал эпонимом одного из аттических демов.
Связанные с именем Персея места встречались и вдали от Эллады. Так, жители Яффы объясняли красный цвет воды в одном близлежащем озере тем, что герой искупался в нём сразу после убийства морского чудовища.

### Античная литература

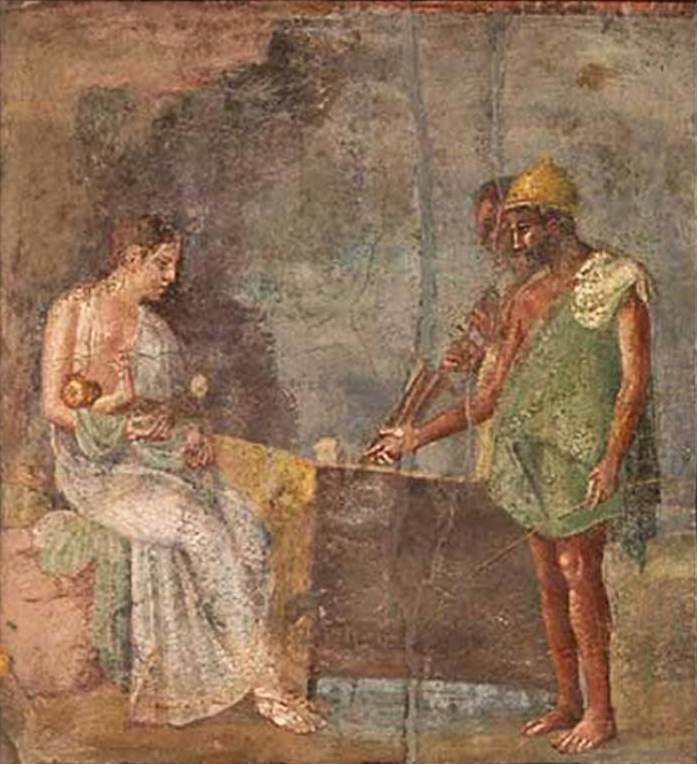
Даная с младенцем Персеем на Серифе. Фреска из Помпей, I век н. э.

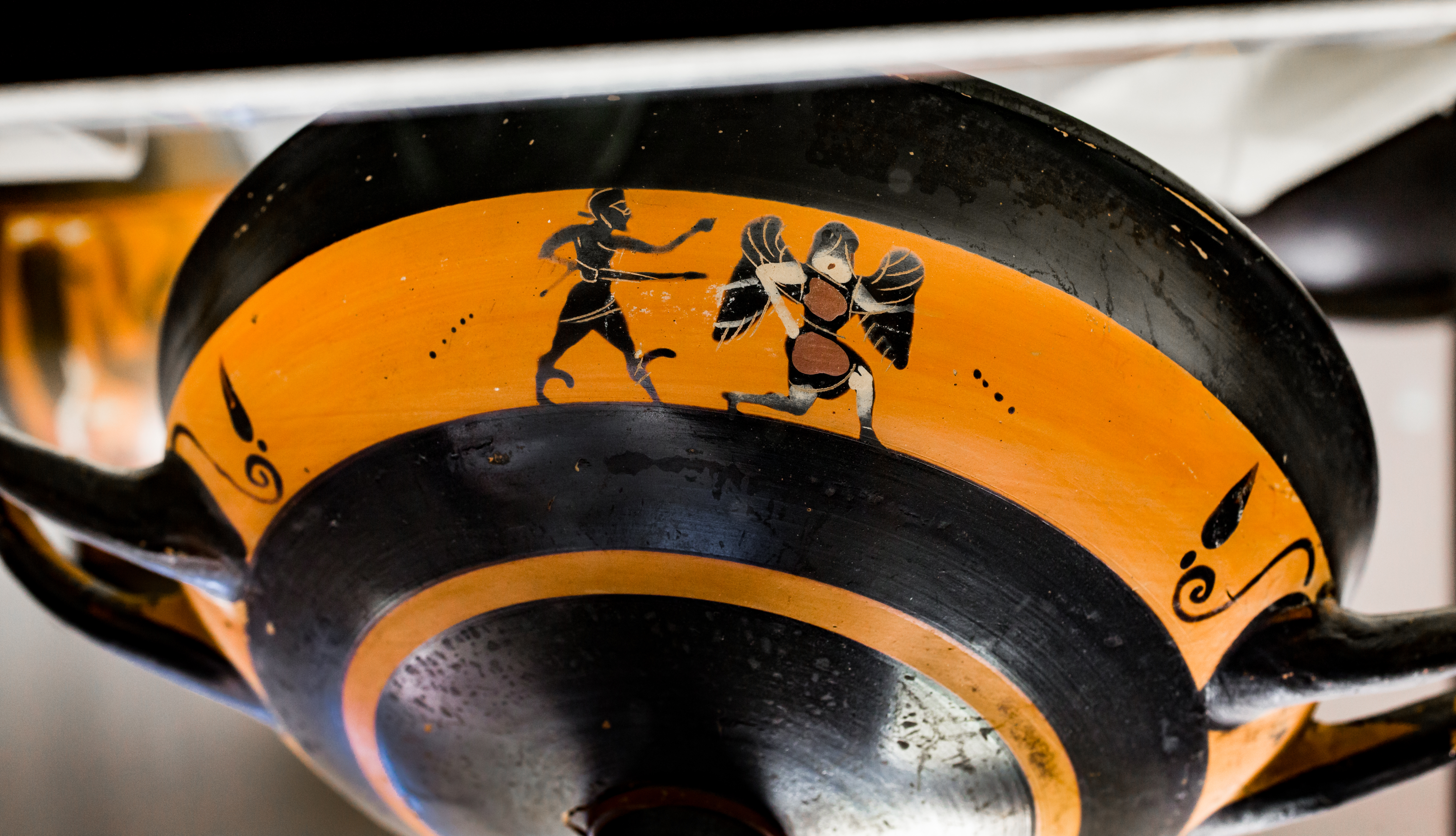
Персей преследует Медузу Горгону. Чернофигурная вазопись, VI век до н. э.

Самый ранний из известных науке литературных текстов, в которых фигурирует Персей, — «Илиада» Гомера: в ней Зевс, обращаясь к Гере, говорит о Данае и её сыне, «славнейшем в сонме героев». Однако это только беглое упоминание, и Персей остаётся чуждым тем событиям, которые описываются в гомеровском эпосе. Голова Медузы в «Илиаде» тоже упомянута, но без какой-либо связи с Персеем.
Антиковед Джон Каттералль составил обширный перечень античных текстов с упоминаниями Персея, включающий несколько десятков названий. В их числе произведения Гесиода («Теогония» и «Щит Геракла»), Пиндара, Гекатея, Гелланика, Геродота и других авторов. Стал знаменитым фрагмент стихотворения Симонида, в котором поэт изображает страдания Данаи, плывущей с младенцем в ящике по морю. Ключевым источником информации о Персее стала вторая книга труда Ферекида, фрагмент которой сохранился благодаря схолиасту Аполлония Родосского. Это связный рассказ о герое с момента его зачатия до возвращения на Сериф (правда, без эпизода, в котором фигурирует Андромеда). Независимо от схолиаста текст Ферекида позаимствовал почти без изменений Псевдо-Аполлодор.
Все основные эпизоды биографии Персея легли в основу античных пьес. Так, Эсхил посвятил этому герою тетралогию, включавшую трагедии «Строители брачного терема» (по одной из версий), «Форкиды» и «Полидект», а также сатировскую драму «Тянущие невод» («Рыбаки»). Текст «Полидекта» утрачен полностью, от остальных трёх пьес сохранились только фрагменты.
Софокл написал трагедии «Акрисий» (о рождении Персея), «Даная» (о пребывании на Серифе), «Андромеда» и «Ларисейцы» (в последней рассказывалось об убийстве Персеем деда). По одной из гипотез, «Акрисий», «Даная» и «Ларисейцы» составляли единую трилогию; «Андромеда» могла быть сатировской драмой. Тексты всех этих пьес тоже утрачены.
Перу Еврипида принадлежали трагедии «Даная», «Диктис» и «Андромеда». Их тексты тоже не сохранились, хотя «Андромеда», поставленная в 412 году до н. э., была в своё время очень популярна. Например, Лукиан утверждает, что в Абдерах в царствование Лисимаха весь город пел арии из этой пьесы, а в первую очередь — монолог Персея.
Во II веке до н. э. латинскую переработку «Андромеды» Еврипида создал Квинт Энний. Трагедию с таким же названием написал Луций Акций, но чей текст он использовал, Софокла или Еврипида, неясно. Кроме того, существовали греческие трагедии «Андромеда», написанные Фринихом и Ликофроном, греческая трагедия «Персей» Аристия, латинские трагедии «Даная», написанные Ливием Андроником и Гнеем Невием.
Судя по сообщению Страбона, сюжет о превращении в камень Полидекта был популярен у афинских комедиографов. В сохранившихся источниках упоминается комедия Кратина «Серифцы».

### Античное изобразительное искусство
Мифы о Персее стали одним из главных источников сюжетного материала для античных художников и скульпторов. Выделяются несколько основных сюжетов, распространённых, в частности, в вазописи:

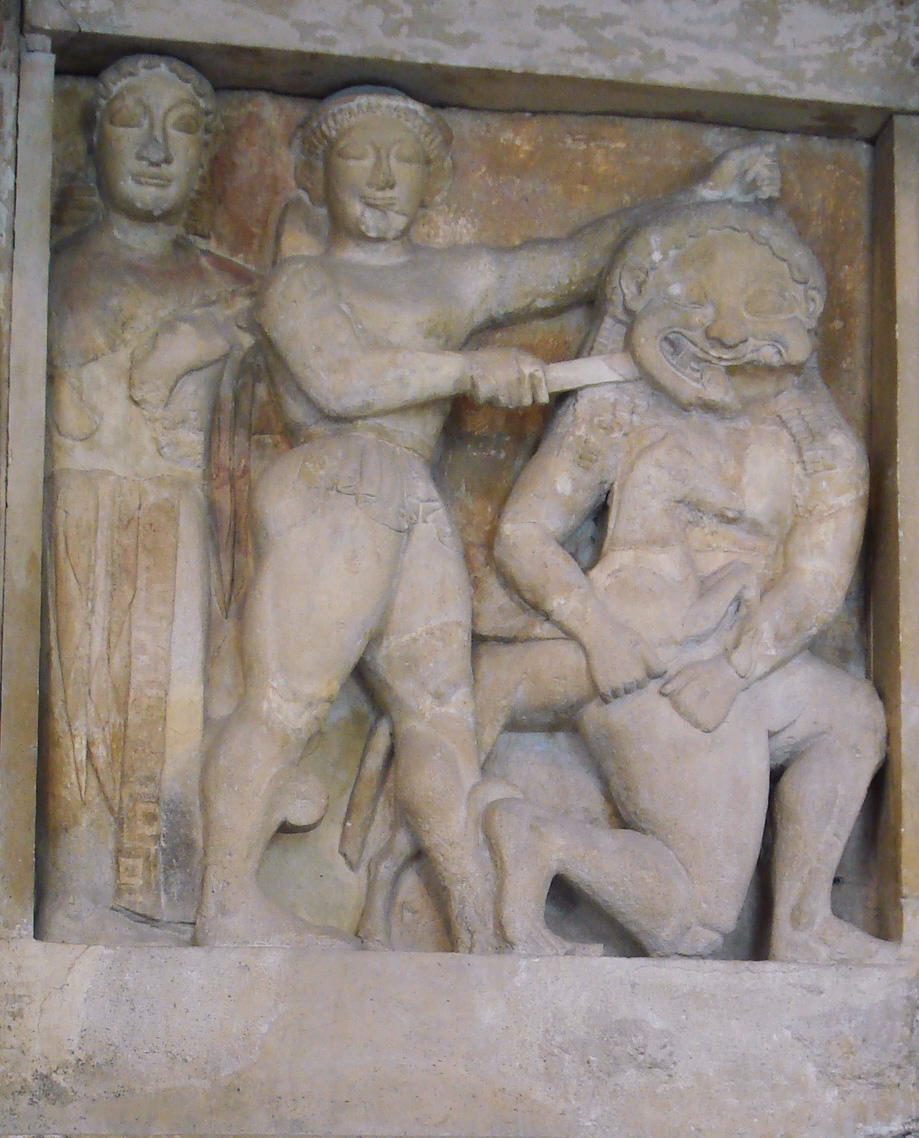
Афина и Персей, убивающий Медузу Горгону. Метопа храма «С» сицилийского Селинунта VI века до н. э.

- Персей отрубает голову Медузе Горгоне (этот сюжет был особенно распространён в архаический период, но сохранял популярность до конца языческой эпохи). Персея, как правило, изображали бородатым, в остроконечной шапочке и крылатых сандалиях, с мечом в руке и с заранее приготовленной сумкой. С V века до н. э. в вазописи часто изображался момент перед ударом — когда герой подкрадывается к спящему чудовищу. На вазах из Великой Греции нередко фиксировался момент сразу после удара, когда Персей смотрит на отражение головы Медузы в зеркальном щите[99]. «Афина и Персей, убивающий Медузу», — тема изображения на сохранившейся метопе храма «С» из сицилийского Селинунта (вторая половина VI века до н. э.); с головой Медузы герой изображён на фреске с виллы Сан-Марко в италийских Стабиях (I век до н. э.)[100].

- Персей в сопровождении Гермеса и Афины спасается бегством от сестёр Медузы (пик популярности этого сюжета приходится на VII—VI века до н. э.). Здесь существовало большое разнообразие трактовок: могли быть изображены не все персонажи, Афина чаще защищает Персея, но иногда бежит вместе с ним. В некоторых случаях изображалось ещё и тело Медузы с бьющими из шеи фонтанами крови[101].

- Персей спасает Андромеду от морского чудовища (этот сюжет использовали вазописцы архаического периода и живописцы Великой Греции в более позднюю эпоху). Изображались разные моменты: Персей выходит на берег моря и видит, как Андромеду привязывают к утёсу; Персей говорит с Андромедой, с Кефеем или Кассиопеей; Персей сражается с чудовищем[102]. Сохранилась фреска в доме Диоскуров в Помпеях, на которой запечатлено спасение царевны[100].

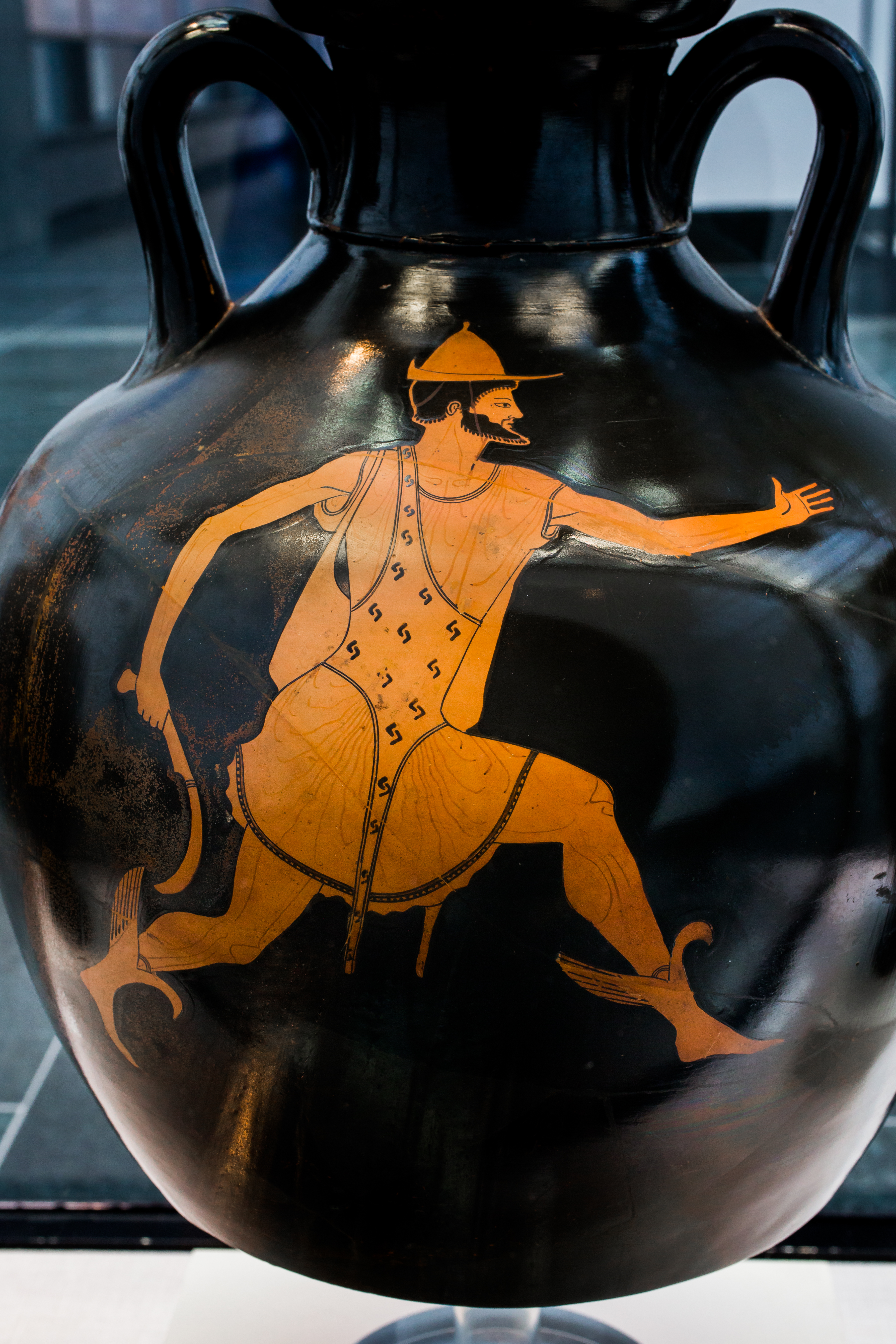
Персей убегает от Горгон. Аттическая вазопись

- Персей возвращается на Сериф после победы над Медузой. На разных вазах изображены моменты, когда Полидект и его приближённые превращаются в камень, или когда Персей достаёт голову Медузы, чтобы напугать сатира (это комическая трактовка сюжета) [103].

Эпизодически использовались и другие сюжеты. На двух вазах изображён момент, когда маленького Персея с матерью помещают в ящик; ещё в двух случаях вазописец изобразил эпизод с грайями; на одной вазе Персей получает от нимф предметы, необходимые для убийства Медузы Горгоны, и Павсаний упоминает бронзовый рельеф с тем же сюжетом. Сохранились три вазы, на которых Персей сражается с последователями Диониса. Героя часто изображали на геммах, причём в таких случаях он, как правило, в левой руке держит голову Медузы, а в правой — меч.
Персей появлялся и на монетах многих античных государств (например, Серифа, Кизика, Икония, ряда общин на побережье Чёрного моря). Это могли быть изображение его головы в крылатом шлеме, сцены убийства Медузы, спасения Андромеды. На некоторых монетах герой стоит с головой Горгоны и мечом в руках.

### Средние века
При переходе от язычества к христианству отношение интеллектуалов к мифологическим сюжетам коренным образом изменилось. Образ Персея рассматривался, с одной стороны, как одно из олицетворений мужества (например, у Фульгенция, у Ремигия Осерского, в «Ватиканских мифографах»), а с другой — как доказательство аморальности и ложности языческой религии, поскольку герой был плодом одной из многочисленных внебрачных связей верховного божества.
В некоторых произведениях придворной литературы классического и позднего Средневековья Персей изображён как рыцарь, борющийся с чудовищами. Он стал персонажем, в частности, рыцарских романов «Даниэль из цветущей долины» Штрикера (1220/30), «Гарель из цветущей долины» Плейера (примерно 1250).
С началом Возрождения интерес к греческой мифологии усилился. Персей фигурирует в произведениях по крайней мере трёх выдающихся литераторов XIV века — Джованни Боккаччо («О знаменитых мужах»), Кристины Пизанской («Послание богу Любви»), Джона Гауэра («Исповедь влюблённого»).

### Новое и Новейшее время

#### В литературе

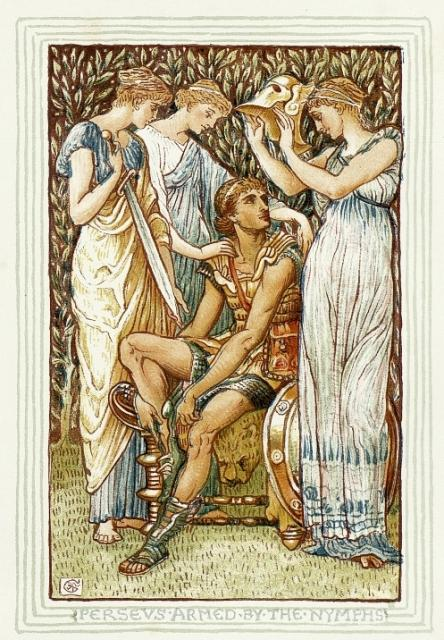
Персей вооружается перед подвигом. Рисунок Уолтера Крейна, 1892

Писатели Нового времени обращались к образу Персея в связи с двумя сюжетами, убийством Медузы Горгоны и спасением Андромеды, причём второй был заметно популярнее. Ганс Сакс в 1558 году создал комедию «Андромеда и Персей», Д. Гуаццони в 1574 году — трагикомедию «Андромеда», Пьер де Ронсар посвятил мифу о Персее один из своих сонетов (1578). На XVII век приходится всплеск интереса к истории о спасении Андромеды: этот сюжет использовали Лопе де Вега (комедия «Персей», 1621), Иоганн Рист (трагедия с тем же названием, 1634), Пьер Корнель (трагедия «Андромеда», 1650), Пьер де Кальдерон (трагедия «Фортуна Андромеды и Персея», 1653).
В XVIII веке о Персее практически забыли, в XIX веке им снова начали интересоваться (преимущественно поэты). В течение XIX и XX веков иногда создавались драматические обработки сюжета, а большие прозаические произведения о Персее начали появляться только во второй половине XX столетия. В целом исследователи выделяют сочинения Пауля Хейзе («Персей», 1854), Августа Стриндберга («Персей и Андромеда», 1883), Уильяма Йейтса («Его триумф», 1926), Педро Салинаса («Голова Медузы», 1951).
Философы и культурологи сосредотачиваются главным образом на сюжете об убийстве Медузы Горгоны и его возможных интерпретациях. Судьба самого Персея их, как правило, мало интересует.

#### В музыке
Сюжет о Персее и Андромеде был популярен в оперном искусстве XVII века. Первым написал оперу на эту тему Д. Джакоби («Андромеда», 1610). В 1617 году состоялась первая постановка оперы Клаудио Монтеверди с тем же названием (впоследствии утраченной), в 1682 — оперы Жана-Батиста Люлли «Персей», в 1697 — оперы Шарля-Юбера Жерве «Медуза». В конце XVIII века произошёл новый всплеск интереса к мифам о Персее: появились оперы Антона Циммерманна и Иоганна Михаэля Гайдна под названием «Андромеда и Персей» (1781 и 1787 соответственно), опера Джузеппе Сарти «Андромеда», балеты Алексея Титова, Пьера Гарделя.
Следующий этап в освоении сюжетного материала начался в конце XIX века. Ллойд написал кантату «Андромеда» (1886), П. Морис — оперу с тем же названием (1899), Бруно Барилли — оперу «Медуза» (1910), Жак Ибер — оперу «Персей и Андромеда» (1929). Миф о Персее стал источником сюжета для ряда балетов, что связано с общим подъёмом балетного искусства в эту эпоху.

#### В изобразительном искусстве

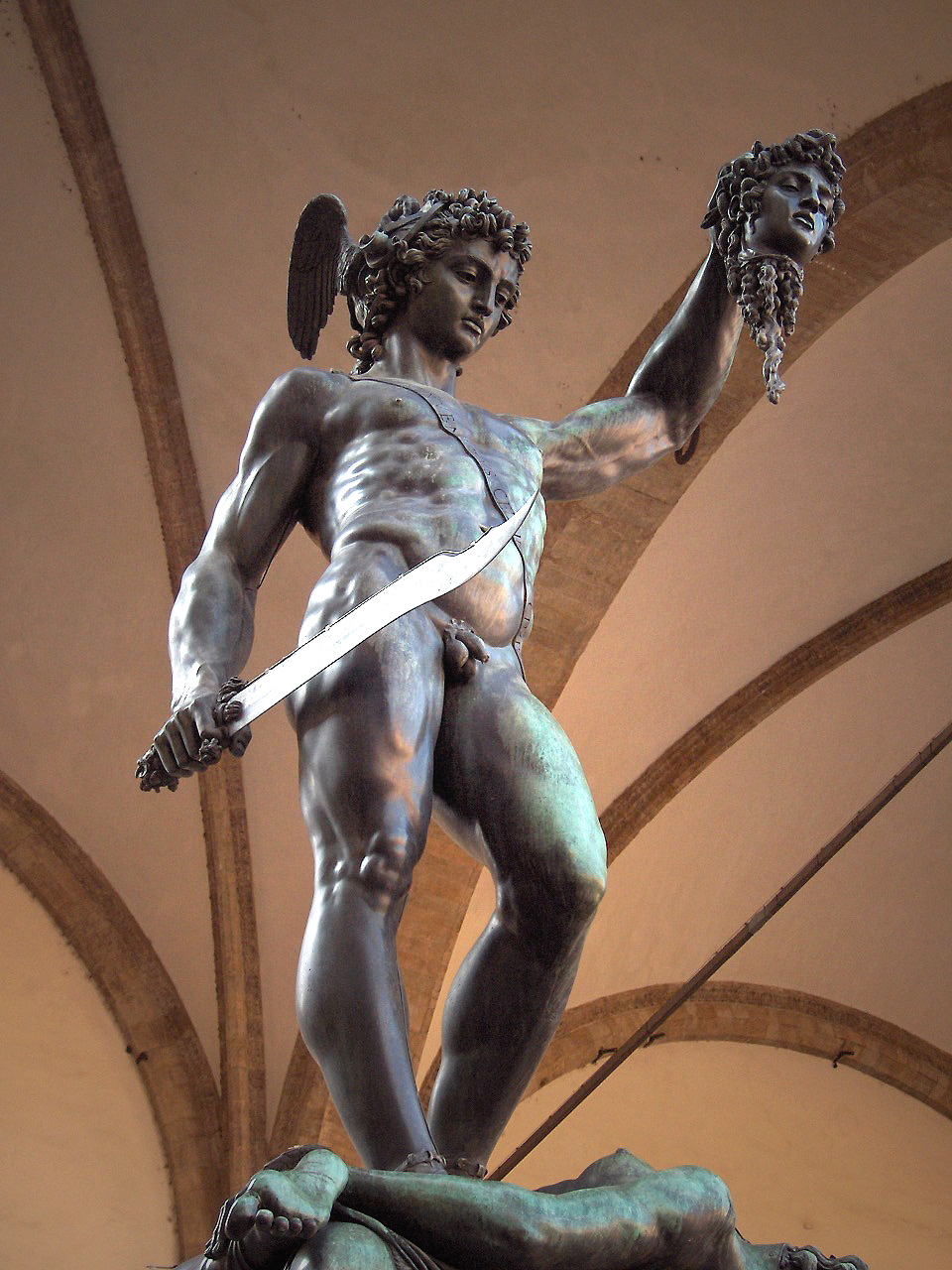
Статуя Персея Бенвенуто Челлини. Флоренция.

В эпоху Нового времени сюжетный материал, связанный с Персеем, наиболее интенсивно разрабатывался в изобразительном искусстве. При этом у живописцев был популярен миф о спасении Андромеды, у скульпторов — миф об убийстве Медузы Горгоны; такое разделение и общая иконография оставались практически неизменными с XVI по XIX века.
Скульпторы, как правило, изображали Персея держащим в руке голову Медузы; этот сюжет позволял им показать динамику и красоту мужского тела. Самые выдающиеся скульптурные произведения на эту тему были созданы Бенвенуто Челлини (статуя «Персей», 1545—1554) и Антонио Кановой. Кроме того, Аннибале Карраччи изобразил Персея и Медузу на своей фреске в римском Палаццо Фарнезе (1595).
Живописцы, обращавшиеся к мифу об Андромеде, разрабатывали сюжет в эротическом ключе. Центром композиции неизменно была царевна, прикованная к утёсу, раздетая и с мольбой глядящая на зрителя; Персей и чудовище оказывались героями второго плана. К произведениям такого рода относятся картины Пьеро ди Козимо («Спасение Андромеды», 1513), Тициана («Персей и Андромеда», 1562), Джузеппе Чезари («Персей освобождает Андромеду», 1594—1598), Михаэля Вильманна («Персей спасает Андромеду», 1695), Франсуа Лемуана («Персей и Андромеда», 1723), Уильяма Этти («Андромеда и Персей», примерно 1840) и др.

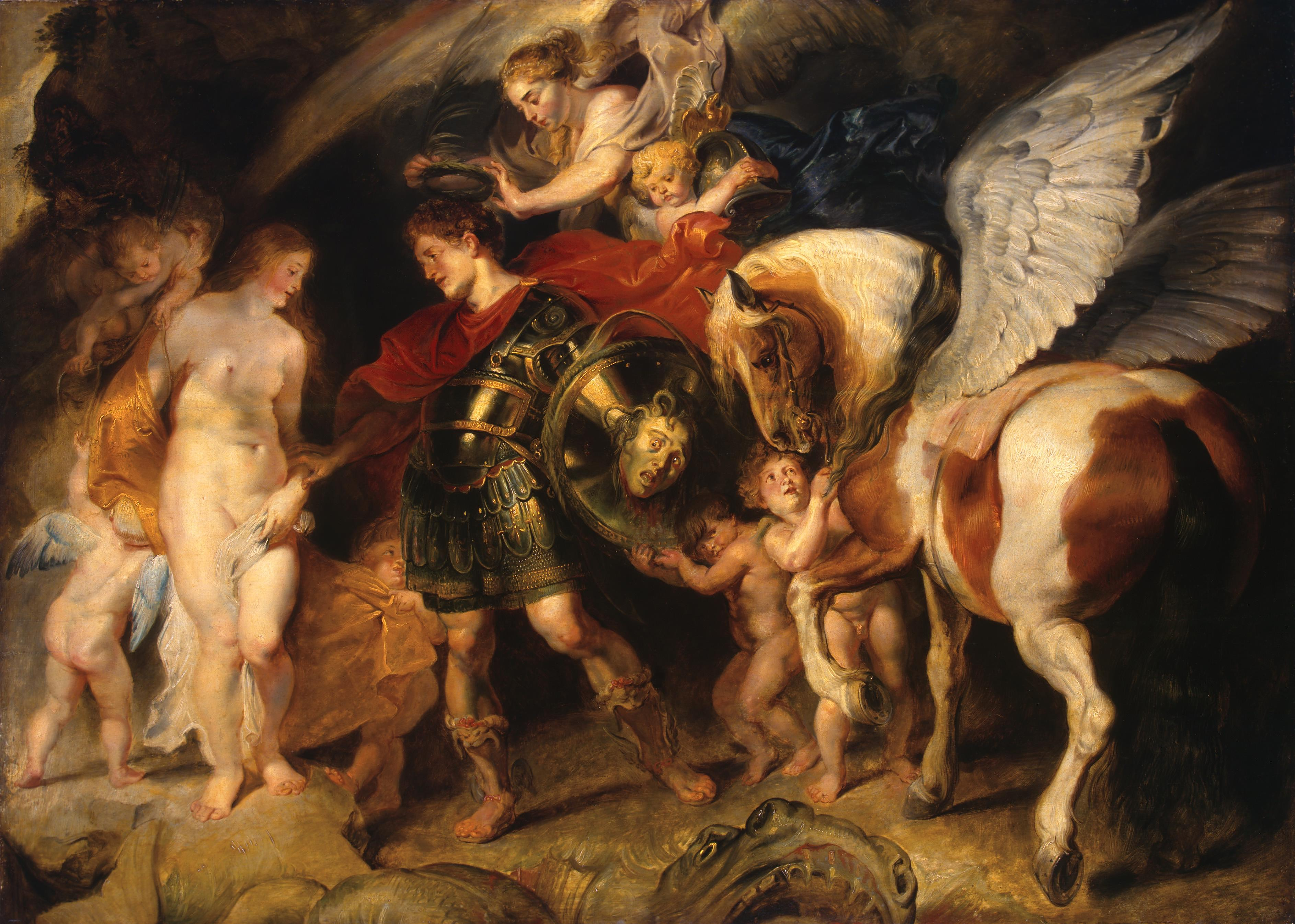
«Персей освобождает Андромеду». Питер Пауль Рубенс. Эрмитаж, Санкт-Петербург.

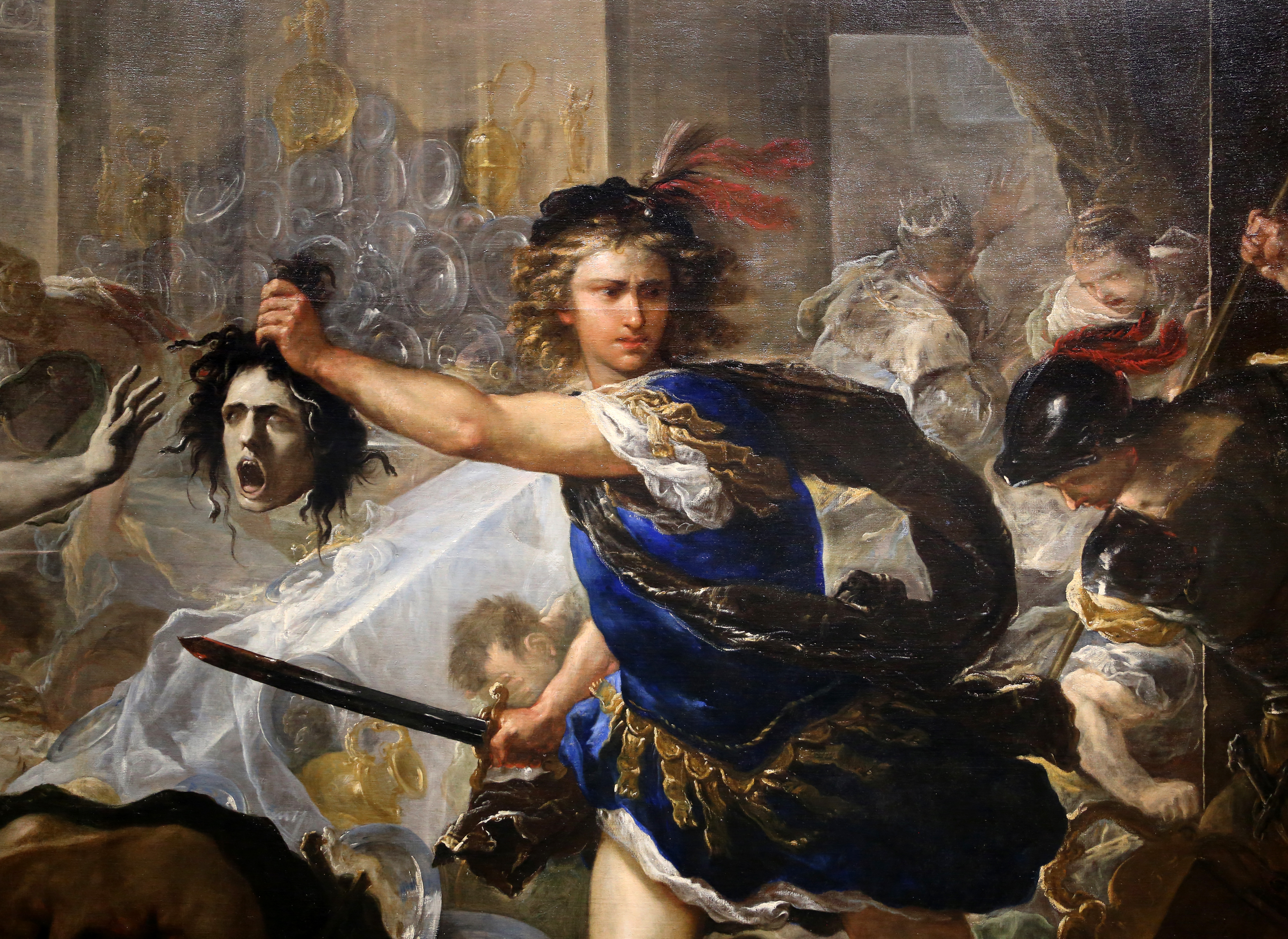
Лука Джордано. «Персей борется с Финеем и его товарищами». 1680—1684. Лондонская национальная галерея.

Исследователи отмечают, что в изобразительном искусстве произошёл переход к Персею ряда черт другого мифологического героя — Беллерофонта. Оба персонажа связаны с крылатым конём Пегасом, и ряд художников и скульпторов именно Персея изображает укротителем этого животного (вопреки данным древних авторов). Такая тенденция, наметившаяся ещё в эпоху античности, особенно чётко проявилась на картине Питера Пауля Рубенса «Персей освобождает Андромеду» (1620—1621) и в скульптурной группе Джамболоньи (1576).
В изобразительном искусстве Нового времени встречаются и другие связанные с Персеем сюжеты. Примеры тому — полотно Луки Джордано «Персей борется с Финеем и его товарищами» (начало 1680-х), циклы картин Перино дель Ваги (1545—1546), Томаса де Критца (1649), Даниеля Грана (1730), Джованни Баттисты Тьеполо (1731).
В XIX—XX веках проявляются новые тенденции. По-прежнему преобладают два сюжета, но в ряде случаев они трактуются как противостояние двух культур, двух гендеров. Убийство Персеем Медузы Горгоны — это насилие мужского над женским (наиболее ярким примером такой трактовки считается скульптурная группа Лоран-Оноре Маркеста «Персей и Горгона», 1876). Изображая спасение Андромеды, живописцы противопоставляют женственную и нежную в своей обнажённости Андромеду брутальному герою, вооружённому и одетому в доспехи; так поступали Жан-Огюст Энгр («Персей и Андромеда», 1819), Эжен Делакруа («Персей освобождает Андромеду», 1847), Гюстав Моро («Персей и Андромеда», примерно 1870), Эдвард Бёрн-Джонс (цикл картин, 1875—1887), Юлиус Кронберг («Персей освобождает Андромеду», 1918), Джорджо де Кирико («Персей и Андромеда», 1953).

#### В кинематографе
Образ Персея не нашёл заметного отражения в киноискусстве. В 1963 году на экраны вышел итало-испанский пеплум «Персей невидимый» режиссёра А. де Мартиноса, позже кинокомпания Warner Bros. выпустила три фильма: «Битву титанов» 1981 года (в роли Персея Гарри Хэмлин), «Битву титанов» 2010 года и «Гнев титанов» 2012 года (в роли Персея Сэм Уортингтон). Для этих фильмов характерны упрощения и искажения мифологического сюжета, множество несоответствий историческим реалиям, перенасыщение повествования спецэффектами. Существует мнение, что адекватная экранизация мифа в принципе невозможна, так что мультипликация (например, советский мультфильм «Персей» 1973 года) с её условностью и лаконичностью может в большей степени приблизиться к мифологическому нарративу.

### В астрономии

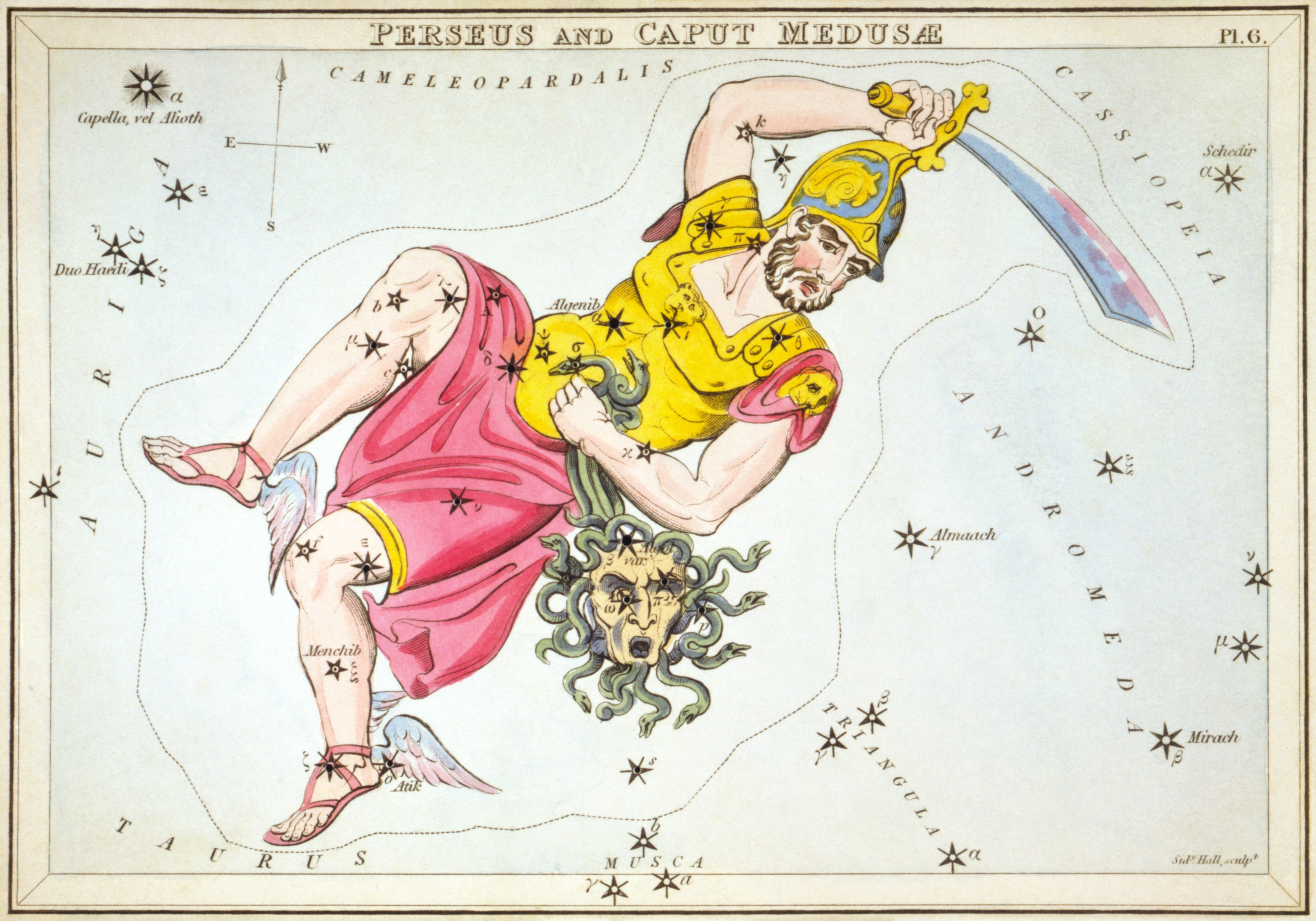
Созвездие Персей

Легенды о Персее нашли отображение на северной части звёздного неба. С этим героем связаны созвездие Персей, скопление галактик в нём, а также созвездия Андромеда, Цефей, Кассиопея и Кит.

### Мнения учёных

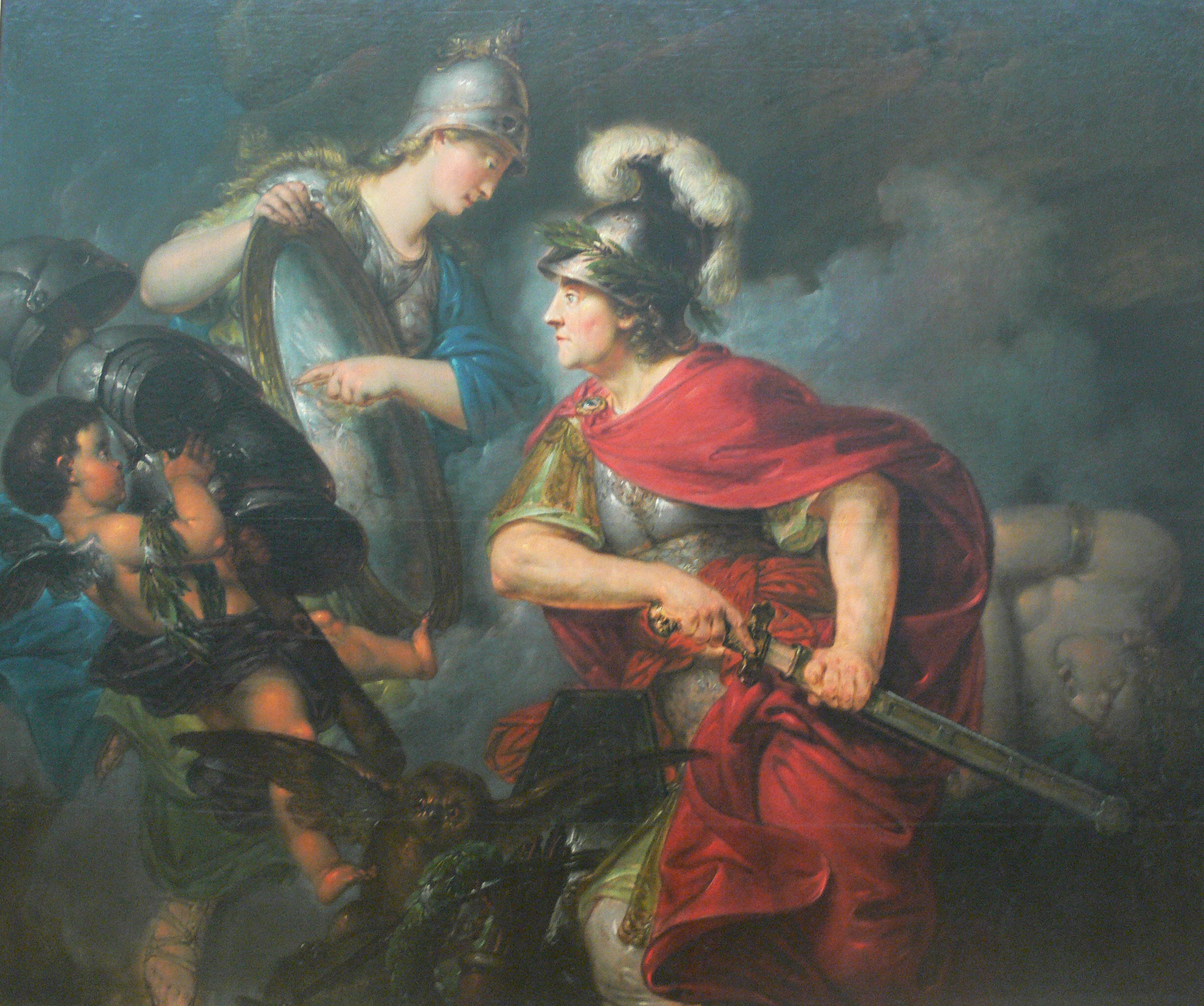
Афина вручает Персею зеркальный щит (в облике Персея аллегорически изображён король Пруссии Фридрих Великий). Картина Бернхарда Роде, 1789. Берлин.

Этимология имени Персей остаётся неясной: разные учёные связывали её с именем богини Персефоны или с древнегреческим словом, означающим «разрушитель, убийца» (в этом случае речь идёт об убийстве Медузы Горгоны). Некоторые учёные XIX века утверждали, что герой изначально был богом Солнца (одним из аргументов было наличие у Гелиоса жены Персеиды и сына Перса), но позже эта гипотеза была признана необоснованной. Каких-либо аргументов в пользу связи Персея с солнечным культом нет; по-видимому, этого персонажа с древнейших времён почитали в Арголиде как героя, а установить происхождение культа невозможно из-за отсутствия источников).
Ядром мифа о Персее считается эпизод с Медузой. История спасения Андромеды, по-видимому, обрела известность позже, хотя и она явно имеет древнее происхождение. Родственный сюжет, о троянской царевне Гесионе, принесённой в жертву морскому чудовищу и спасённой Гераклом, возник под влиянием мифа о Персее. Мнения исследователей о том, где изначально локализировались события мифа, расходятся. По одной из гипотез, трагедия Еврипида «Андромеда» — первый источник, в котором отец царевны назван царём эфиопов; до этого Кефей мог считаться царём Яффы, карийцем, критянином, жителем разных областей материковой Эллады (например, известен аркадский герой с таким именем).
Современные исследователи видят в мифах о Персее тот же архетип, что и в мифах о Беллерофонте, Кадме, Геракле, Ясоне, Аполлоне, побеждающем Пифона, Митре, змееборцах Индии и Китая: юноша-герой приходит в чужую страну и убивает дракона или иное чудовище, спасая тем самым местных жителей от его разрушительной силы и укрепляя на земле власть молодых богов). Особенно много общего у Персея с Беллерофонтом из-за фигурирующего в обоих мифах Пегаса. Кроме того, миф о победе героя над чудовищем и освобождении царевны очень схож по сюжету с чудом Георгия о змие; это дало основание некоторым исследователям называть Персея прототипом одного из наиболее почитаемых христианских святых — Георгия Победоносца.
Фигурирующие в мифе крылатые сандалии и шапка-невидимка антиковеды считают проявлением древних фетишистских мотивов, а историю об освобождении царевны и получении награды за это — явным сказочным элементом.

### Исследования
- Борухович В. Античная мифография и «Библиотека» Аполлодора // Аполлодор. Мифологическая библиотека. — 1972. — С. 99—123.
- Грабарь-Пассек М. Античные сюжеты и формы в западноевропейской литературе. — М.: Наука, 1966. — 318 с.
- Грейвс Р. Мифы Древней Греции. — М.: Прогресс, 1992. — 624 с. — (Антропология, этнография, мифология, фольклор). — ISBN 5-01-001587-0.
- История греческой литературы / под редакцией С. И. Соболевского, Б. В. Горнунга, З. Г. Гринберга, Ф. А. Петровского, С. И. Радцига. — Москва • Ленинград: Издательство академии наук СССР, 1946. — Т. I. — 487 с.
- Корецкая М. А. Экранизация мифа: трудности перевода // Вестник Самарской гуманитарной академии. Серия: Философия. Филология. — 2010. — № 1 (7). — С. 13—32. — ISSN 1998-913X.
- Куликов С. Б., Подбережная А. А. Культурно-историческое время и визуализация фехтовального поединка в театре и кинематографе // Вестник Северного (Арктического) федерального университета. Серия: Гуманитарные и социальные науки. — 2016. — № 4. — С. 72—82. — ISSN 2227-6564.
- Лосев А. Античная мифология в её историческом развитии. — М.: Государственное учебно-педагогического издательство Министерства Просвещения РСФСР, 1957. — 620 с.
- Персей : [арх. 3 января 2023] / А. В. Стрелков // П — Пертурбационная функция. — М. : Большая российская энциклопедия, 2014. — С. 740-741. — (Большая российская энциклопедия : [в 35 т.] / гл. ред. Ю. С. Осипов ; 2004—2017, т. 25). — ISBN 978-5-85270-362-0.
- Стрикиченко Н. В. Мифотворческая концепция в живописи космизма как проявление принципов космополитического мировоззрения и культурного полицентризма // Вестник РГГУ. Серия «Философия. Социология. Искусствоведение». — 2009. — № 12. — С. 184—192. — ISSN 2073-6401.
- Тахо-Годи А. Греческая культура в мифах, символах и терминах. — СПб.: Алетейя, 1999. — 718 с.
- Тахо-Годи А. А. Персей // Мифы народов мира / Главн. ред. С. А. Токарев. — М.: Советская энциклопедия, 1988. — Т. 2. — С. 304—305.
- Ярхо В. Пелоп // Мифы народов мира  / Главн. ред. С. А. Токарев. — М.: Советская энциклопедия, 1988. — Т. 2. — С. 298.
- Ярхо В. Эсхил. — М.: Государственное издательство художественной литературы, 1958. — 288 с.
- Catterall J. Perseus 1 // Paulys Realencyclopädie der classischen Altertumswissenschaft. — 1937. — Bd. XIX, 1. — Kol. 978—992.
- Cirlot J. E. A Dictionary of Symbols (англ.). — 2nd edition. — New York: Dover Publications, Inc., 2002. — ISBN 0-486-42523-1.
- Kuhnert. Perseus // Ausführliches Lexikon der griechischen und römischen Mythologie (нем.). — Leipzig: Druck und Verlag von B. G. Teubner, 1909. — Bd. 3. Zweite Abteilung. — Col. 1986—2060
- Leviton R. The Gods in Their Cities (англ.). — New York • Lincoln • Shanghai: iUniverse, Inc., 2006. — ISBN 978-0-595-38339-9.
- Macalister S. From the Hero with a thousand names to Perseus, Bellerophon, Demetrius, George — as Media (англ.) // Journal of the Hellenic Diaspora. — 2002. — Vol. 28, no. 1. — P. 7—32.
- Mergenthaler V. Perseus // Mythenrezeption. Die antike Mythologie in Literatur, Musik und Kunst von den Anfängen bis zur Gegenwart. — 2008. — Bd. 5. — Kol. 567—570.
- Rapp. Graiai // Ausführliches Lexikon der griechischen und römischen Mythologie :  [нем.] / Roscher Wilhelm Heinrich. — Leipzig : Druck und Verlag von B. G. Teubner, 1884—1890. — Bd. I. — Kol. 1729—1738.